# Ярыгин, Андрей Васильевич
Андрей Васильевич Ярыгин (7 апреля 1975, Тахта, Ставропольский край) — советский и российский футболист. Играл на позиции полузащитника.

## Карьера
Воспитанник СУОР (Ставрополь). Профессиональную карьеру начал в 1992 году в клубе «Сигнал» Изобильный. После распада СССР перешёл в ставропольское «Динамо», за которое в высшей лиге дебютировал 2 июля 1992 года в домашнем матче 12-го тура против московского «Локомотива», выйдя на 70-й минуте встречи вместо Фёдора Гаглоева. За ставропольский клуб выступал в 1992—1993 годах, отдаваясь в аренду в «Динамо-АПК» и будённовскую «Дружбу». В 1994—1995 годах играл за «Венец» Гулькевичи. Далее выступал за различные любительские клубы Ставропольского края. В 1997 году попал в заявку армавирского «Торпедо», однако матчей за клуб не провёл. В 1998 году играл за георгиевское «Торпедо». В 2000 году вернулся в Изобильный в возрождающий клуб «Спартак-Кавказтрансгаз», в котором и завершил профессиональную карьеру в 2003 году. Далее выступал за любительские клубы.